# Dhāraṇā
Dhāraṇā (từ tiếng Phạn धारणा) được dịch ra là “sự điều khiển hay chú tâm của tâm trí (tham gia việc giữ hơi thở)”, hay “hành động giữ, chịu đựng, chấp nhận, hỗ trợ, duy trì, giữ lại(trong kí ức), một kí ức đẹp”, hay “sự vững vàng, sự kiên định,…, sự chắc chắn”. Thuật ngữ này liên quan đến từ nguyên dhri nghĩa là giữ, thực hiện, duy trì, giải quyết. Dharana là một danh từ.
Dhāraṇā là chi thứ 6 trong 8 chi được giải thích bởi Ashtanga Yoga hay Raja Yoga của  Patanjali trong tác phẩm  Yoga Sutras of Patanjali của ông.

## Tổng quan
Dhāraṇā có thể được dịch là “giữ”, “giữ chặt”, “chú tâm” hay “tập trung duy nhất”. Chi trên của Dhāraṇā là Pratyahara bao gồm việc rút nhận thức giác quan khỏi hiện tượng bên ngoài. Dhāraṇā tiến xa hơn điều này bằng cách loại bỏ nhiều hơn đến mức ekagrata hay ekagra chitta, tức là sự chú tâm và tập trung vào một điểm duy nhất, trong bối cảnh của nó thì đồng nghĩa gốc với Samatha. Maehle (2006: tr. 234) định nghĩa Dharana như: “Tâm trí nghĩ về một đối tượng và tránh những suy nghĩ khác; nhận thức về đối tượng thì vẫn còn bị ngắt quãng."
Dhāraṇā là bước đầu tiên của thiền định sâu, ở đó đối tượng đang được hướng đến sự tập trung được giữ trong tâm trí mà không có nhận thức làm mờ nó. Sự khác biệt giữa Dhāraṇā, Dhyāna và Samādhi ("sự hợp nhất" của chúng tạo nên Samyama) là những cái trước, đối tượng của thiền định, hành giả, và bản thân việc thiền định có sự chia tách. Tức là, hành giả hay sự chú tâm nhận thức của hành giả là nhận thức về việc hành thiền (tức là, nhận thức việc thiền định) trên một đối tượng, và nhận thức về chính bản thân người đó, thứ đang tập trung vào đối tượng này. Như người tiên tri trở nên tiến bộ hơn, an trú vào tình trạng kế tiếp của Dhyāna, nhận thức về hành động thiền định biến mất, và chỉ có sự nhận thức về sự hiện diện/tồn tại và đối tượng của sự chú tâm xuất hiện (trong tâm trí). Trong giai đoạn cuối cùng của Samādhi, sự tự tôn cũng biến mất, và hành giả trở thành một thể với đối tượng. Thông thường, đối tượng của sự chú tâm là Thượng đế, hay Bản ngã, được xem như là một biểu hiện của Thượng đế.